# Kopano Matlwa
Kopano Matlwa (nascida em 1985) é uma escritora e médica sul-africana, conhecida por seu romance Spilled Milk, que se concentra na geração "Born Free" da África do Sul, e Coconut, seu romance de estreia, que aborda questões de raça, classe, e colonização na Joanesburgo moderna . Coconut foi premiado com o Prêmio Literário da União Europeia em 2006/2007 e também ganhou o Prêmio Wole Soyinka de Literatura na África em 2010. Spilled Milk estava na lista longa do Prêmio de Ficção do Sunday Times de 2011 .

## Vida pregressa
Kopano Matlwa Mabaso (née Matlwa) nasceu em um município fora de Pretória, África do Sul. Ela começou a escrever em 2004, quando o HIV estava devastando a África do Sul, dizendo mais tarde que isso a influenciou: "Escrever foi um interrogatório para mim, tentando entender todas as coisas malucas que eu veria."

## Educação
Mabaso formou-se em medicina pela Universidade da Cidade do Cabo e, em seguida, concluiu seu mestrado em Ciências da Saúde Global e doutorado (PhD) em Saúde da População pela Universidade de Oxford, onde recebeu uma bolsa de estudos Rhodes .

## Carreira
Matlwa tinha nove ou 10 anos em 1994 quando Nelson Mandela foi eleito presidente da África do Sul, e ela disse à NPR que se lembra disso como uma "época emocionante": "Éramos a 'nação arco-íris' e uma espécie de 'crianças de ouro ' de África." À medida que crescia, no entanto, Matlwa diz que o sentimento de esperança e novidade deu lugar para a realidade de um governo corrupto. Ela escreveu seu primeiro romance, Coconut, enquanto concluía sua graduação em medicina. Matlwa foi citado como a voz emergente de uma nova geração de escritores sul-africanos, lidando com questões como raça, pobreza e gênero. Coconut é conhecido por explorar a aparência feminina, incluindo o aspecto político do cabelo das mulheres negras.

## Livros

### Coconut
Coconut é ambientado na África do Sul pós-apartheid e é construído em torno do conceito de 'coco', que é uma pessoa "que é negra, mas que fala como uma pessoa branca". Ele investiga a complexa sociedade que deveria ser livre, mas "como novas liberdades nascem com dificuldade, [elas] frequentemente revelam novos problemas ou os criam". O romance é dividido em duas narrativas: Fifi, que pertence à classe média negra, e Fiks, uma pobre órfã negra. Ambas as protagonistas lutam para encontrar sua identidade na nova sociedade multirracial; eles experimentam a divisão entre vários ideais africanos e valores ocidentais globais de branquitude.

### Leite derramado
Spilled Milk enfoca a geração "Born Free" da África do Sul, ou aqueles que se tornaram adultos na era pós- apartheid . A protagonista do romance é Mohumagadi, uma diretora de escola negra. O romance explora a relação entre Mohumagadi e seus alunos e também a relação entre Mohumagadi e um padre branco que vive tempos difíceis. Ao escrever este romance, Matlwa sentiu-se desapontada com a nova política da era pós-Apartheid e com seus sentimentos pessoais; não foi tudo o que foi prometido. Os personagens do romance e suas interações uns com os outros são representativos dos sentimentos de decepção que a geração sul-africana “nascido livre” experimentou. Eles logo descobriram "engano, ganância e corrupção se infiltrando na sociedade".

### Dor menstrual
Em 2016, Matlwa publicou seu terceiro romance, Period Pain . Este romance discute como os sul-africanos discriminam nações e como “a xenofobia existe dentro de lares e instituições”. Segue a história de Masechaba enquanto ela cresce na África do Sul, lidando com a forma como os sul-africanos são vistos por outros africanos como escravizados e mimados. Por meio de suas lutas e eventos marcantes em sua vida, lançamos um olhar sobre os desafios de saúde mental que afetam não apenas os pacientes, mas também os profissionais da saúde. A dor do período de Matlwa foi indicada para o Prêmio de Ficção Barry Ronge do Sunday Times de 2017, o Prêmio Literário da África do Sul e o Prêmio de Humanidades e Ciências Sociais da África do Sul. 

## Livros
- Coconut (Jacana, 2007),ISBN 9781431403899
- Spilt Milk (Jacana, 2010),ISBN 9781431404018
- Period Pain (Jacana, 2017),ISBN 978-1431424375 . Como Evening Primrose (Londres: Cetro, 2017),ISBN 978-1473662261